# Acorn Stakes
El Acorn Stakes es una carrera estadounidense de grado I en Belmont Park en Elmont, Nueva York, para potras de pura sangre de tres años, se corre sobre tierra a una distancia de una milla con una suma actual de $ 750,000. Es el primer tramo de la Triple Tiara de EE. UU. y es seguido por el Coaching Club American Oaks y el Alabama Stakes. La potra debe ganar las tres carreras para ganar la Triple Tiara.
El Acorn Stakes se corrió en Aqueduct Racetrack de 1960 a 1967 y de 1969 a 1975. Hubo dos divisiones en 1951, 1970 y 1974. Hubo un empate para el primer lugar en 1954 y nuevamente en 1956.

## Recordes
Recordes de velocidad:
- 1:34.05 – You (2002)

La mayoría de las victorias de un propietario:
- 6 – Calumet Farm (1941, 1943, 1944, 1956x2, 1979)
- 5 – Wheatley Stable (1933, 1939, 1955, 1960, 1964)

La mayoría de las victorias por un jockey:
- 5 – Eddie Arcaro (1945, 1946, 1948, 1955, 1961)
- 5 – Mike E. Smith (1993, 1994, 1996, 1998, 2017)

## Ganadores de Acorn Stakes desde 1931
| Año  | Ganador            | Edad | Jockey             | Entrenador             | Propietario                                            | Distancia (Millas) | Tiempo  | Grado |
| ---- | ------------------ | ---- | ------------------ | ---------------------- | ------------------------------------------------------ | ------------------ | ------- | ----- |
| 2017 | Abel Tasman        | 3    | Mike E. Smith      | Bob Baffert            | China Horse Club International Ltd. and Clearsky Farms | 1-milla            | 1:35.37 | I     |
| 2016 | Carina Mia         | 3    | Julien Leparoux    | William Mott           | Three Chimneys Farm                                    | 1-milla            | 1:34.97 | I     |
| 2015 | Curalina           | 3    | John Velazquez     | Todd Pletcher          | Eclipse Thoroughbred Partners                          | 1-milla            | 1:35.13 | I     |
| 2014 | Sweet Reason       | 3    | Irad Ortiz, Jr     | Leah Gyarmati          | Treadway Racing Stable                                 | 1-milla            | 1:34.98 | I     |
| 2013 | Midnight Lucky     | 3    | Rosie Napravnik    | Bob Baffert            | Pegram,Watson & Weitman                                | 1-milla            | 1:35.11 | I     |
| 2012 | Contested          | 3    | Javier Castellano  | Bob Baffert            | Natalie J. Baffert                                     | 1-milla            | 1:34.61 | I     |
| 2011 | It's Tricky        | 3    | Eddie Castro       | Kiaran McLaughlin      | Darley Stable                                          | 1-milla            | 1:35.48 | I     |
| 2010 | Champagne d'Oro    | 3    | Martin Garcia      | Eric Guillot           | Southern Equine Stables                                | 1-milla            | 1:37.44 | I     |
| 2009 | Gabby's Golden Gal | 3    | Javier Castellano  | Bob Baffert            | Arnold Zetcher                                         | 1-milla            | 1:34.79 | I     |
| 2008 | Zaftig             | 3    | John Velazquez     | James A. Jerkens       | Susan Moore et al.                                     | 1-milla            | 1:34.50 | I     |
| 2007 | Cotton Blossom     | 3    | John R. Velazquez  | Todd A. Pletcher       | Dogwood Stable                                         | 1-milla            | 1:34.70 | I     |
| 2006 | Bushfire           | 3    | Alex Solis         | Eddie Kenneally        | Ron & Ricki Rashinski                                  | 1-milla            | 1:35.89 | I     |
| 2005 | Round Pond         | 3    | Stewart Elliott    | John Servis            | Fox Hill Farms, Inc.                                   | 1-milla            | 1:35.20 | I     |
| 2004 | Island Sand        | 3    | Terry J. Thompson  | J. Larry Jones         | James Osbrone                                          | 1-milla            | 1:34.80 | I     |
| 2003 | Bird Town          | 3    | Edgar Prado        | Nick Zito              | Marylou Whitney Stable                                 | 1-milla            | 1:35.20 | I     |
| 2002 | You                | 3    | Jerry Bailey       | Robert J. Frankel      | Edmund A. Gann                                         | 1-milla            | 1:34.00 | I     |
| 2001 | Forest Secrets     | 3    | Chris McCarron     | John Ward, Jr.         | Debby M. Oxley                                         | 1-milla            | 1:34.80 | I     |
| 2000 | Finder's Fee       | 3    | John Velazquez     | C. R. McGaughey III    | Ogden Phipps                                           | 1-milla            | 1:37.20 | I     |
| 1999 | Three Ring         | 3    | Jerry Bailey       | Edward Plesa, Jr.      | Barry K. Schwartz                                      | 1-milla            | 1:36.00 | I     |
| 1998 | Jersey Girl        | 3    | Mike E. Smith      | Todd A. Pletcher       | Ackerley Bros. Farm                                    | 1-milla            | 1:36.20 | I     |
| 1997 | Sharp Cat          | 3    | Gary Stevens       | D. Wayne Lukas         | The Thoroughbred Corp.                                 | 1-milla            | 1:34.40 | I     |
| 1996 | Star de Lady Ann   | 3    | Mike E. Smith      | William W. Perry       | John D. Murphy                                         | 1-milla            | 1:34.60 | I     |
| 1995 | Cat's Cradle       | 3    | Chris Antley       | David Hofmans          | Georgia B. Ridder                                      | 1-milla            | 1:37.40 | I     |
| 1994 | Inside Information | 3    | Mike E. Smith      | C. R. McGaughey III    | Ogden Mills Phipps                                     | 1-milla            | 1:34.26 | I     |
| 1993 | Sky Beauty         | 3    | Mike E. Smith      | H. Allen Jerkens       | Georgia E. Hoffman                                     | 1-milla            | 1:35.40 | I     |
| 1992 | Prospectors Delite | 3    | Pat Day            | Neil J. Howard         | Elkins, Farish & Webber                                | 1-milla            | 1:35.00 | I     |
| 1991 | Meadow Star        | 3    | Jerry Bailey       | Leroy Jolley           | Carl Icahn                                             | 1-milla            | 1:37.40 | I     |
| 1990 | Stella Madrid      | 3    | Angel Cordero, Jr. | D. Wayne Lukas         | Peter M. Brant                                         | 1-milla            | 1:36.00 | I     |
| 1989 | Open Mind          | 3    | Angel Cordero, Jr. | D. Wayne Lukas         | Eugene V. Klein                                        | 1-milla            | 1:35.40 | I     |
| 1988 | Aptostar           | 3    | Robbie Davis       | H. Allen Jerkens       | Centennial Farms                                       | 1-milla            | 1:34.80 | I     |
| 1987 | Grecian Flight     | 3    | Craig Perret       | Joseph H. Pierce, Jr.  | Henry C. Lindh                                         | 1-milla            | 1:35.20 | I     |
| 1986 | Lotka              | 3    | Jerry Bailey       | Woody Stephens         | Henryk de Kwiatkowski                                  | 1-milla            | 1:35.20 | I     |
| 1985 | Mom's Command      | 3    | Abigail Fuller     | Edward T. Allard       | Peter D. Fuller                                        | 1-milla            | 1:35.80 | I     |
| 1984 | Miss Oceana        | 3    | Eddie Maple        | Woody Stephens         | Newstead Farm                                          | 1-milla            | 1:35.80 | I     |
| 1983 | Ski Goggle         | 3    | Chris McCarron     | A. Thomas Doyle        | Zenya Yoshida                                          | 1-milla            | 1:35.00 | I     |
| 1982 | Cupecoy's Joy      | 3    | Angel Santiago     | Alfredo Callejas       | Ri-Ma-Ro Stables                                       | 1-milla            | 1:34.20 | I     |
| 1981 | Heavenly Cause     | 3    | Laffit Pincay, Jr. | Woody Stephens         | Ryehill Farm                                           | 1-milla            | 1:35.20 | I     |
| 1980 | Bold 'n Determined | 3    | Ed Delahoussaye    | Neil Drysdale          | Saron Stable                                           | 1-milla            | 1:36.80 | I     |
| 1979 | Davona Dale        | 3    | Jorge Velasquez    | John M. Veitch         | Calumet Farm                                           | 1-milla            | 1:36.00 | I     |
| 1978 | Tempest Queen      | 3    | Jorge Velasquez    | Lou Rondinello         | Darby Dan Farm                                         | 1-milla            | 1:35.40 | I     |
| 1977 | Bring Out The Band | 3    | Don Brumfield      | James W. Murphy        | Hickory Tree Stable                                    | 1-milla            | 1:36.80 | I     |
| 1976 | Dearly Precious    | 3    | Jorge Velasquez    | Stephen A. DiMauro     | Richard E. Bailey                                      | 1-milla            | 1:35.80 | I     |
| 1975 | Ruffian            | 3    | Jacinto Vasquez    | Frank Y. Whiteley, Jr. | Locust Hill Farm                                       | 1-milla            | 1:34.40 | I     |
| 1974 | Chris Evert        | 3    | Jorge Velasquez    | Joseph A. Trovato      | Carl Rosen                                             | 1-milla            | 1:36.00 | I     |
| 1974 | Special Team       | 3    | Miguel A. Rivera   | James E. Picou         | Fred W. Hooper                                         | 1-milla            | 1:35.40 | I     |
| 1973 | Windy's Daughter   | 3    | Braulio Baeza      | Laz Barrera            | Mrs. Paul Blackman                                     | 1-milla            | 1:35.40 | I     |
| 1972 | Susan's Girl       | 3    | Victor Tejada      | John W. Russell        | Fred W. Hooper                                         | 1-milla            | 1:34.60 |       |
| 1971 | Deceit             | 3    | John L. Rotz       | Del W. Carroll         | Windfields Farm                                        | 1-milla            | 1:36.60 |       |
| 1970 | Royal Signal       | 3    | Garth Patterson    | Stephen A. DiMauro     | Mrs. L. W. Knapp, Jr.                                  | 1-milla            | 1:36.20 |       |
| 1970 | Cathy Honey        | 3    | Laffit Pincay, Jr. | Evan S. Jackson        | Hastings Harcourt                                      | 1-milla            | 1:36.00 |       |
| 1969 | Shuvee             | 3    | Jesse Davidson     | Willard C. Freeman     | Anne Minor Stone                                       | 1-milla            | 1:35.60 |       |
| 1968 | Dark Mirage        | 3    | Manuel Ycaza       | Everett W. King        | Lloyd I. Miller                                        | 1-milla            | 1:34.80 |       |
| 1967 | Furl Sail          | 3    | Jacinto Vasquez    | John L. Winans         | Mrs. Edwin K. Thomas                                   | 1-milla            | 1:35.60 |       |
| 1966 | Marking Time       | 3    | Bill Shoemaker     | Edward A. Neloy        | Ogden Phipps                                           | 1-milla            | 1:36.00 |       |
| 1965 | Ground Control     | 3    | Donald Pierce      | Edward A. Neloy        | Jules D. Michaels                                      | 1-milla            | 1:37.20 |       |
| 1964 | Castle Forbes      | 3    | John L. Rotz       | Edward A. Neloy        | Wheatley Stable                                        | 1-milla            | 1:37.00 |       |
| 1963 | Spicy Living       | 3    | John Combest       | Jimmy Rowe             | Eleonora Sears                                         | 1-milla            | 1:37.20 |       |
| 1962 | Cicada             | 3    | Bill Shoemaker     | Casey Hayes            | Meadow Stable                                          | 1-milla            | 1:35.60 |       |
| 1961 | Bowl of Flowers    | 3    | Eddie Arcaro       | J. Elliott Burch       | Brookmeade Stable                                      | 1-milla            | 1:37.40 |       |
| 1960 | Irish Jay          | 3    | Hedley Woodhouse   | James E. Fitzsimmons   | Wheatley Stable                                        | 1-milla            | 1:35.80 |       |
| 1959 | Quill              | 3    | Bobby Ussery       | Lucien Laurin          | Reginald N. Webster                                    | 1-milla            | 1:37.40 |       |
| 1958 | Big Effort         | 3    | Pete D. Anderson   | J. Elliott Burch       | Brookmeade Stable                                      | 1-milla            | 1:37.40 |       |
| 1957 | Bayou              | 3    | Bobby Ussery       | Moody Jolley           | Claiborne Farm                                         | 1-milla            | 1:37.00 |       |
| 1956 | Beyond             | 3    | Conn McCreary      | Horace A. Jones        | Calumet Farm                                           | 1-milla            | 1:37.80 |       |
| 1956 | Princess Turia     | 3    | Henry Moreno       | Horace A. Jones        | Calumet Farm                                           | 1-milla            | 1:37.80 |       |
| 1955 | High Voltage       | 3    | Eddie Arcaro       | James E. Fitzsimmons   | Wheatley Stable                                        | 1-milla            | 1:38.80 |       |
| 1954 | Happy Mood         | 3    | Pete Moreno        | Monte S. Parke         | Fannie Hertz                                           | 1-milla            | 1:38.80 |       |
| 1954 | Riverina           | 3    | William Boland     | Max Hirsch             | King Ranch                                             | 1-milla            | 1:38.80 |       |
| 1953 | Secret Meeting     | 3    | J. Nichols         | Robert L. Dotter       | J. C. Brady                                            | 1-milla            | 1:39.40 |       |
| 1952 | Parading Lady      | 3    | J. Hardinbrook     | John B. Theall         | Joe W. Brown                                           | 1-milla            | 1:38.80 |       |
| 1951 | Kiss Me Kate       | 3    | Warren Mehrtens    | Oscar White            | Walter M. Jeffords                                     | 1-milla            | 1:36.40 |       |
| 1951 | Nothirdchance      | 3    | B. Green           | Hirsch Jacobs          | Isidor Bieber                                          | 1-milla            | 1:38.80 |       |
| 1950 | Siama              | 3    | Ted Atkinson       | Moody Jolley           | Cain Hoy Stable                                        | 1-milla            | 1:37.20 |       |
| 1949 | Nell K             | 3    | Douglas Dodson     | John B. Partridge      | Spring Hill Farm                                       | 1-milla            | 1:38.00 |       |
| 1948 | Watermill          | 3    | Eddie Arcaro       | Bert Mulholland        | George D. Widener, Jr.                                 | 1-milla            | 1:37.00 |       |
| 1947 | But Why Not        | 3    | Warren Mehrtens    | Max Hirsch             | King Ranch                                             | 1-milla            | 1:38.00 |       |
| 1946 | Earshot            | 3    | Eddie Arcaro       | Willie Booth           | William G. Helis, Sr.                                  | 1-milla            | 1:37.20 |       |
| 1945 | Gallorette         | 3    | Eddie Arcaro       | Edward A. Christmas    | William L. Brann                                       | 1-milla            | 1:37.20 |       |
| 1944 | Twilight Tear      | 3    | Conn McCreary      | Ben A. Jones           | Calumet Farm                                           | 1-milla            | 1:37.00 |       |
| 1943 | Nellie L           | 3    | Wendell Eads       | Ben A. Jones           | Calumet Farm                                           | 1-milla            | 1:38.60 |       |
| 1942 | Zaca Rose          | 3    | Charles Wahler     | Frank J. Baker         | W. W. Crenshaw                                         | 1-milla            | 1:38.20 |       |
| 1941 | Proud One          | 3    | Wendell Eads       | Ben A. Jones           | Calumet Farm                                           | 1-milla            | 1:37.60 |       |
| 1940 | Damaged Goods      | 3    | John Gilbert       | John M. Milburn        | Starmount Stable                                       | 1-milla            | 1:37.00 |       |
| 1939 | Hostility          | 3    | Leon Haas          | James E. Fitzsimmons   | Wheatley Stable                                        | 1-milla            | 1:39.80 |       |
| 1938 | Handcuff           | 3    | Charley Kurtsinger | Hugh L. Fontaine       | Brookmeade Stable                                      | 1-milla            | 1:39.80 |       |
| 1937 | Dawn Play          | 3    | Lester Balaski     | Max Hirsch             | King Ranch                                             | 1-milla            | 1:49.40 |       |
| 1936 | Blue Sheen         | 3    | James Stout        | James E. Fitzsimmons   | Whitney A. Stone                                       | 1-milla            | 1:38.80 |       |
| 1935 | Good Gamble        | 3    | Samuel Renick      | Bud Stotler            | Alfred G. Vanderbilt II                                | 1-milla            | 1:39.00 |       |
| 1934 | Fleam              | 3    | James Stout        | James E. Fitzsimmons   | Belair Stud                                            | 1-milla            | 1:38.00 |       |
| 1933 | Iseult             | 3    | Hank Mills         | James E. Fitzsimmons   | Wheatley Stable                                        | 1-milla            | 1:40.60 |       |
| 1932 | Top Flight         | 3    | Raymond Workman    | Thomas J. Healey       | C. V. Whitney                                          | 1-milla            | 1:39.00 |       |
| 1931 | Baba Kenney        | 3    | W. Cannon          | Herbert J. Thompson    | Edward R. Bradley                                      | 1-milla            | 1:41.00 |       |

- Datos: Q4674567